# Crumomyia gelida
Crumomyia gelida är en tvåvingeart som först beskrevs av Walter Leopold Victor Hackman 1965.  Crumomyia gelida ingår i släktet Crumomyia och familjen hoppflugor. Arten har ej påträffats i Sverige. Inga underarter finns listade i Catalogue of Life.